# Famille de Lamartine

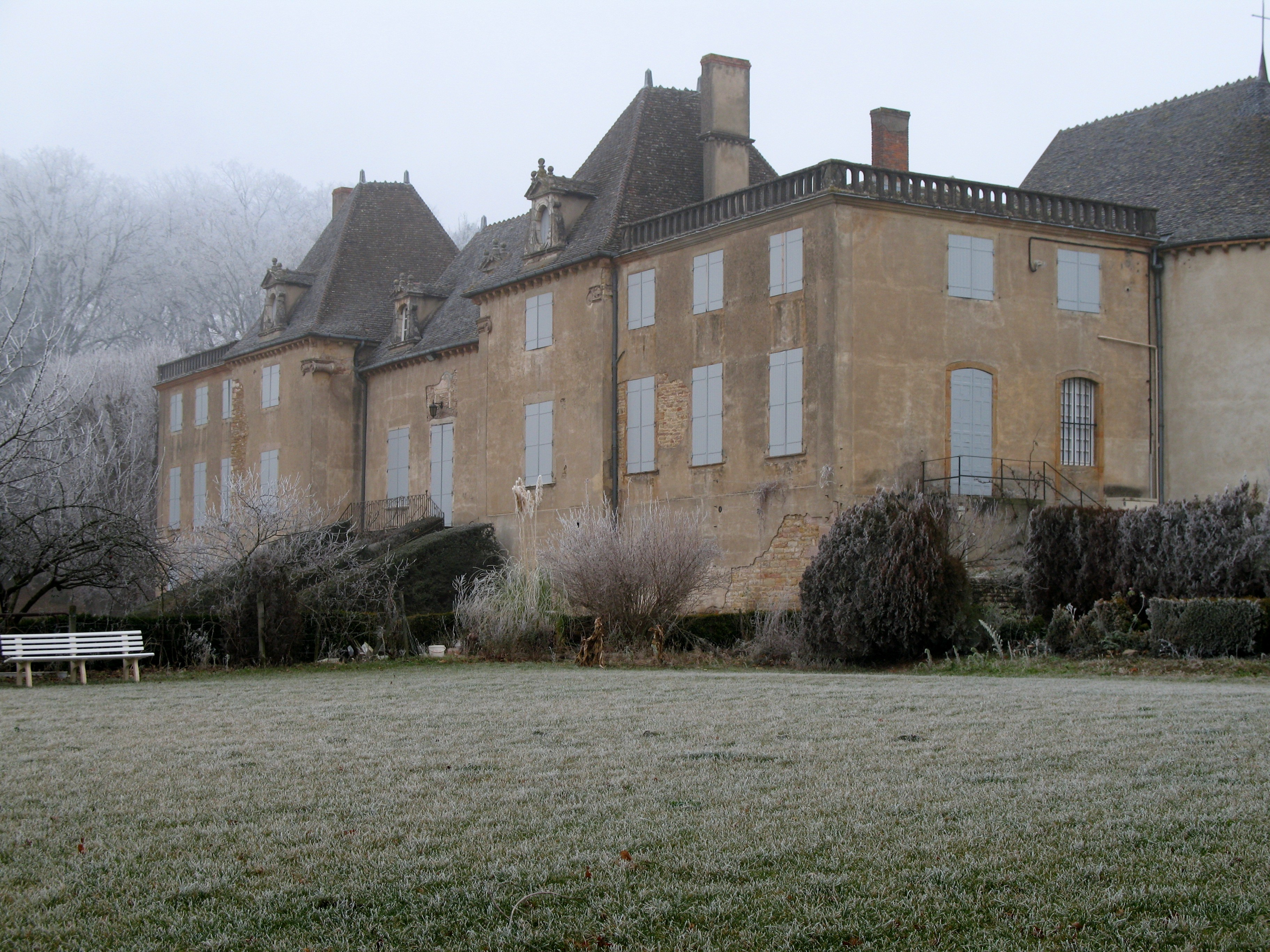
Château de Monceau

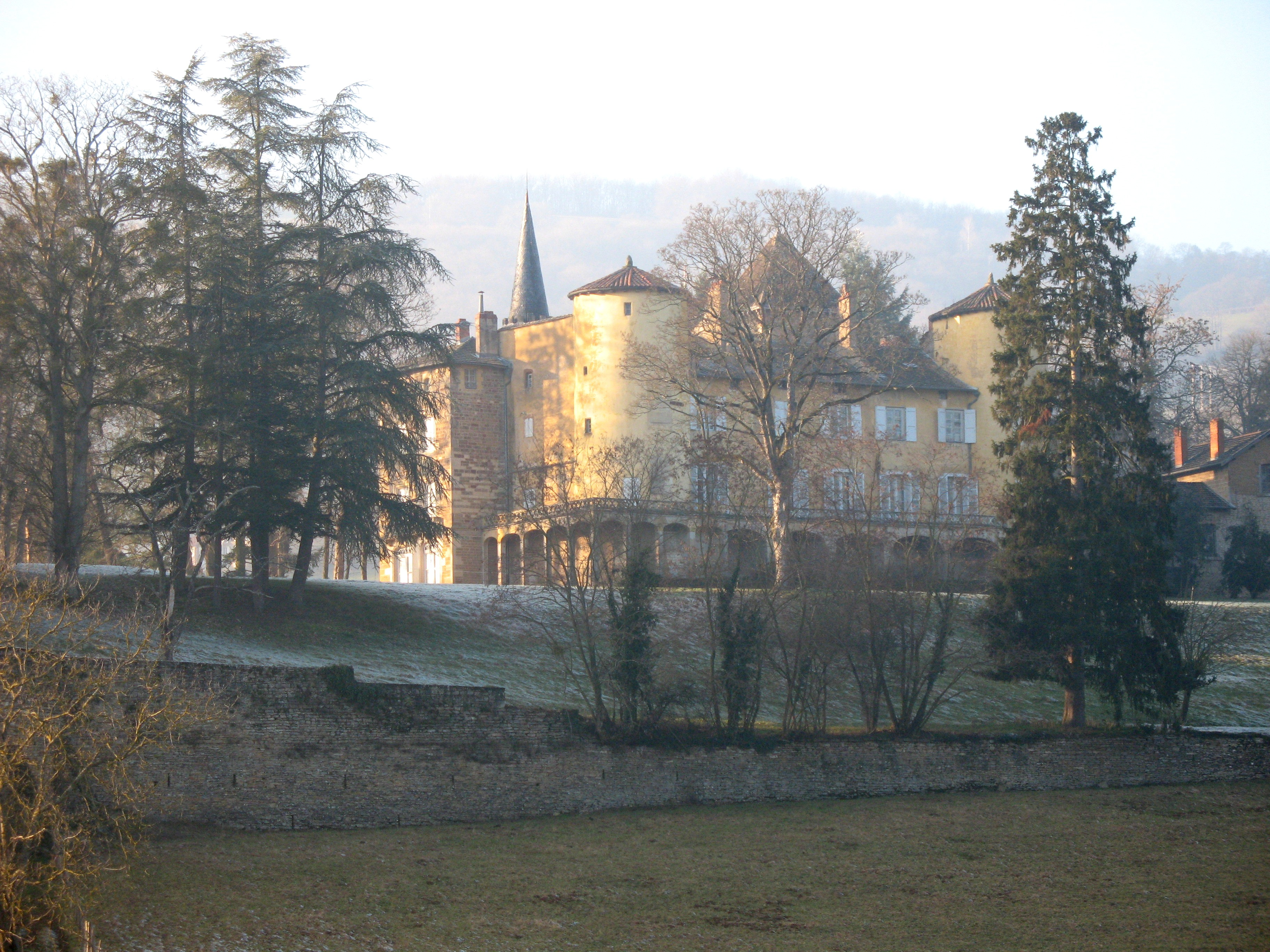
Château de Saint-Point.

La famille de Lamartine est originaire du Charollais, la forme primitive du nom étant Alamartine. Son représentant le plus illustre est le poète Alphonse de Lamartine.

## Repères chronologiques
- Une des branches de la famille obtient ses lettres de noblesse en 1656 à la suite de l'acquisition d'une charge de secrétaire du roi.
- La maison de Milly est construite en 1705.
- En 1710, Françoise Albert, veuve de Jean-Baptiste de Lamartine, hérite du château de Monceau.
- En 1749, Louis François de Lamartine acquiert, par mariage avec la fille du seigneur du Villard et de Pratz, d'importants domaines dans le Jura.
- En 1750, il acquiert, près de Dijon, la seigneurie d'Urcy avec le château de Montculot.
- En 1802, Pierre de Lamartine, père du poète, acquiert le château de Saint-Point.

## Armoiries
- De gueules à deux fasces d'or, accompagnées en cœur d'un trèfle de même.

## Devise
- À la garde de Dieu.

## Généalogie

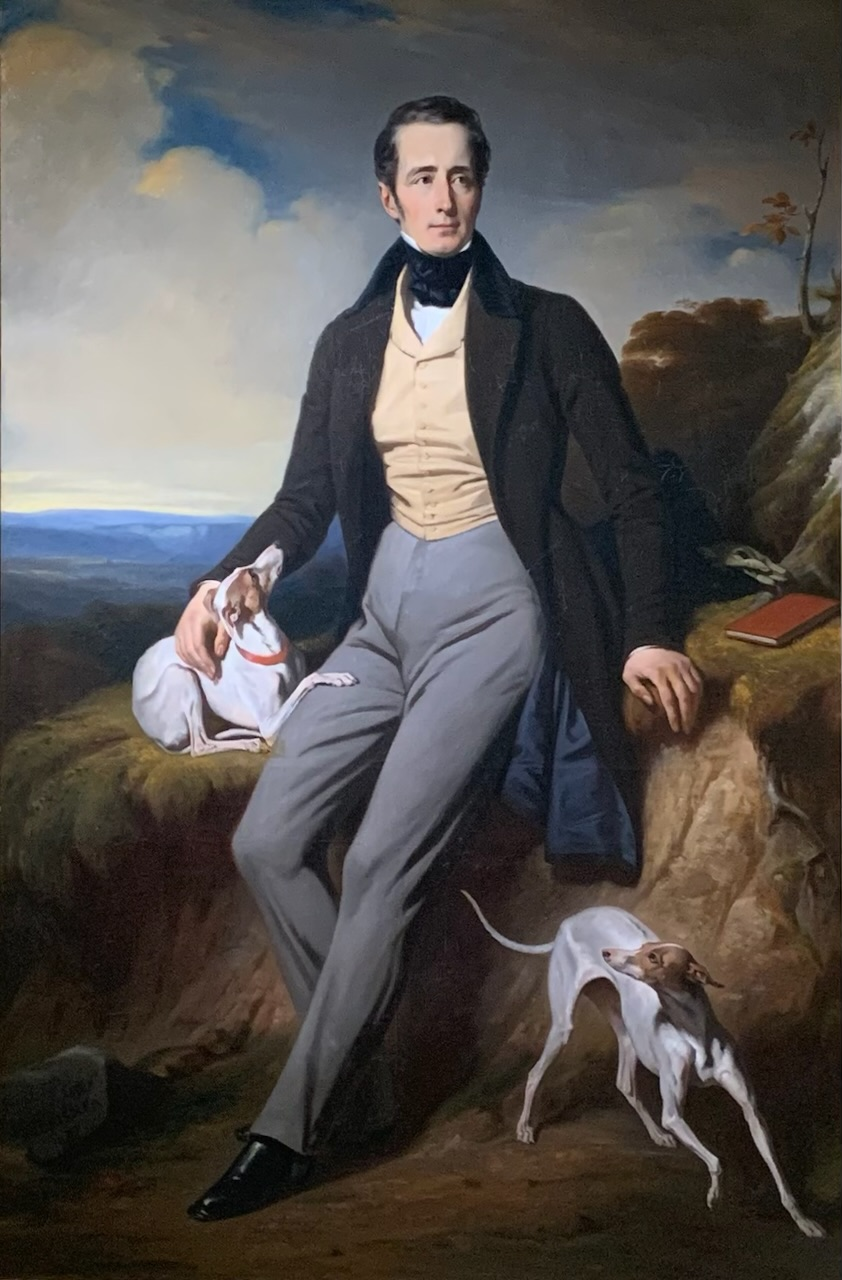
Lamartine peint par Decaisne (musée de Mâcon)

```
Benoît
 (milieu du 
XVI
e
 
siècle
), 
tanneur cordonnier à 
Cluny

│
├1> 
Françoise

│   X 
1587
 Claude Tuppinier, 
dont postérité

│
├2> 
Gabriel
, 
notaire
 au 
bailliage
 de 
Lyon

│   X Claude Morestel
│   │
│   └─> 
Philiberte'

│       X 
1594
 Jean Durantel    
│
├3> 
Benoît
, 
avocat à 
Mâcon

│   X 
1595
 Jeanne Fournier
│   │
│   ├1> 
Charles
 (
1598
 - )
│   │
│   ├2> 
Étienne
 (
1600
 - )
│   │
│   ├3> 
Guyot
 (
1601
 - )
│   │   X Philiberte Paillet
│   │
│   ├4> 
Claude
 (
1602
 - 
1609
)
│   │
│   ├5> 
Marguerite
 (
1604
 - 
1608
)
│   │
│   ├6> 
Jacques
 (
1609
 - )
│   │
│   ├7> 
Avoye
 (
1612
 - )
│   │
│   ├8> 
Aimée
 (
1613
 - )
│   │
│   └9> 
Suzanne
 (
1614
 - )
│
└4> 
Pierre

    X Jehanne de la Roüe
    │
    └─> 
Étienne
 ( - 
1656
), 
juge-mage et capitaine de l'
abbaye de Cluny

        X(1) Aimée de Pise, 
sans postérité

        X(2) Anne Galloche
        │
        ├1> (2) 
Philiberte

        │   X (
1638
) Antoine de la Blétonnière
        │
        ├2> (2) 
Anne
 (
1627
 - 
1709
)
        │   X Simon Dumont
        │
        ├3> (2) 
Françoise Marie
, 
religieuse à la 
Visitation
 de 
Mâcon

        │
        ├4> (2) 
Philippe Étienne
 (v. 
1622
 - ), 
conseiller et secrétaire du roi
 → 
branche d'Hurigny

        │   X Claudine de la Roüe
        │   │   
        │   ├1> 
Philippe
 (
1658
 - 
1747
)
        │   │   X (
1704
) Anne Constant, 
sans postérité

        │   │   
        │   ├2> 
Jean-Baptiste
 (
1663
 - ), 
cornette

        │   │   X (
1696
) Éléonore Bernard
        │   │   │
        │   │   ├1> 
Philibert
 (
1698
 - 
1789
), 
capitaine au Régiment de 
Piémont
, 
chevalier de Saint-Louis

        │   │   │
        │   │   ├2> 
Françoise
 (
1700
 - 
1720
)
        │   │   │
        │   │   └3> 
Jean-Baptiste
 (
1703
 - 
1757
), seigneur d'Hurigny, 
capitaine au 
Régiment de Villeroy
, 
chevalier de Saint-Louis

        │   │       X Anne de Lamartine 
(voir ci-dessous)

        │   │       │
        │   │       ├1> 
Jeanne Sybille Philippine
 (
1736
 - )
        │   │       │   X (
1756
) Pierre de Montherot de Montferrands
        │   │       │
        │   │       ├2> 
Marianne
 (
1737
 - )
        │   │       │   X (
1759
) Pierre Desvignes de Davayé
        │   │       │
        │   │       ├3> 
Marie Philiberte
 (
1739
 - ), 
religieuse à 
Mâcon

        │   │       │
        │   │       ├4> 
Ursule
 (
1741
 - )
        │   │       │   X (
1761
) Antoine Patissier de la Forestille
        │   │       │
        │   │       ├5> 
Françoise Marie
 (
1742
 - ), 
religieuse à 
Mâcon

        │   │       │
        │   │       └6> 
Louis François
 (
1748
 - mort jeune)
        │   │
        │   ├3> 
Ursule
 (
1677
 - 
1746
)
        │   │   X (
1696
) Antoine Desbois, 
dont postérité

        │   │   
        │   ├4> 
Marie
 
(morte jeune)
  
        │   │   
        │   ├5> 
Marie
, religieuse au couvent de la Bruyère
        │   │   
        │   └6> 
Marie-Anne
, 
ursuline
 à 
Mâcon

        │
        └5>(2) 
Jean-Baptiste
 (
1640
 - 
1707
), conseiller au 
bailliage
 de 
Mâcon
 → 
branche de Monceau

            X (
1662
) Françoise Albert
            │
            ├1> 
Abel
 (
1663
 - 
1663
) 
            │
            ├2> 
Philippe Étienne
 (
1665
 - 
1765
) 
            │   X (
1703
) Sibylle Monteillet
            │   │
            │   ├1> 
Anne
 (
1710
 - 
1781
)
            │   │   X (
1735
) Jean-Baptiste de Lamartine 
(voir ci-dessus)

            │   │
            │   ├2> 
Louise Françoise
 (
1707
 - )
            │   │
            │   ├3> 
Louis François
 (
1711
 - ), 
capitaine, 
chevalier de Saint-Louis

            │   │   X (
1749
) Jeanne Eugénie Dronier
            │   │   │
            │   │   ├1> 
François Louis
 (
1750
 - 
1827
)
            │   │   │
            │   │   ├2> 
Jean-Baptiste
 ( - 
1826
)
            │   │   │
            │   │   ├3> 
Pierre
 (
1751
 - 
1844
), chevalier de Pratz, 
capitaine, conseiller général

            │   │   │   X (
1790
) 
Françoise Alix des Roys

            │   │   │   │
            │   │   │   ├1> 
Alphonse
 (
1790
 - 
1869
) , 
poète

            │   │   │   │   X (
1820
) 
Mary Ann Birch

            │   │   │   │   │
            │   │   │   │   ├1> 
Alphonse
 ( - 
1822
)
            │   │   │   │   │
            │   │   │   │   └2> 
Julia
 (
1822
 - 
1832
)
            │   │   │   │
            │   │   │   ├2> 
Félix
 (
1791
 - 
1794
)
            │   │   │   │
            │   │   │   ├3> 
Mélanie
 (morte jeune)
            │   │   │   │
            │   │   │   ├4> 
Célénie
 (morte jeune)
            │   │   │   │
            │   │   │   ├5> 
Cécile
 (
1793
 - 
1862
)
            │   │   │   │   X Joseph César de Cessiat, 
dont postérité

            │   │   │   │
            │   │   │   ├6> 
Césarine
 ( - 
1824
)
            │   │   │   │   X 
Xavier de Vignet
, 
dont postérité

            │   │   │   │
            │   │   │   ├7> 
Eugénie

            │   │   │   │   X Bernard Coppens d'Hondschoote, 
dont postérité

            │   │   │   │
            │   │   │   ├8> 
Sophie

            │   │   │   │   X 
Édouard du Pont de Ligonnès
, 
dont postérité

            │   │   │   │
            │   │   │   └9> 
Suzanne
 ( - 
1824
)
            │   │   │       X François de Montherot, 
dont postérité

            │   │   │
            │   │   ├4> 
Sophie
 ( - 
1819
)
            │   │   │
            │   │   ├5> 
Suzanne
 ( - 
1842
)
            │   │   │
            │   │   └6> 
Charlotte
 ( - 
1823
)
            │   │
            │   ├4> 
Marie Anne
 (
1713
 - ), 
religieuse aux 
Ursulines
 de 
Mâcon

            │   │
            │   ├5> 
Marie Claudine
 (
1714
 - )
            │   │
            │   ├6> 
Charlotte
 (
1716
 - 
1757
)
            │   │   X (
1736
) Pierre de Boyer, seigneur de Ruffé et de Trades
            │   │
            │   └7> 
X
 (
1717
 - 
1750
), 
capitaine, 
chevalier de Saint-Louis

            │
            ├3> 
Françoise
 (
1666
 - ) 
            │
            ├4> 
Antoine
 (
1666
 - 
1666
)
            │
            ├5> 
Claudine
 (
1667
 - 
1672
)
            │
            ├6> 
Nicolas
 (
1668
 - 
1714
), conseiller au 
bailliage
 de 
Mâcon
 
            │
            ├7> 
Claude
 (
1669
 - )
            │
            ├8> 
Marie
 (
1670
 - 
1750
)
            │
            ├9> 
Antoine
 (
1670
 - 
1690
), 
étudiant à la 
Sorbonne

            │
            ├10> 
Marianne
 (
1673
 - 
1758
)
            │    X (
1712
) Claude Chambre
            │
            ├11> 
Louis
 (
1676
 - siège de 
Barcelone
, 
1719
)
            │
            ├12> 
François
 (
1677
 - ), chanoine de Saint-Pierre de 
Mâcon

            │
            ├13> 
Françoise
 (
1678
 - )
            │
            ├14> 
Françoise
 (
1679
 - )
            │
            └15> 
Jean-Baptiste
 (
1680
 - 
1720
)
```